# Aired in Court
Aired in Court est un film de procès américain réalisé par John Francis Dillon, sorti en 1917.

## Synopsis
Un mari pimpant, sa belle femme, la fille d'un juge et son amant se retrouvent au tribunal de nuit à la suite d'une confusion général dans un restaurant...

## Fiche technique
- Titre original : Aired in Court
- Réalisation : John Francis Dillon
- Photographie : Robert Walters
- Production : Mack Sennett
- Société de production : Keystone
- Société de distribution : Keystone
- Pays de production :  États-Unis
- Langue originale : anglais
- Format : noir et blanc — 35 mm — 1,37:1 — Film muet
- Genre : Comédie
- Durée : une bobine - 300 m
- Dates de sortie : 
  - États-Unis : 10 mai 1917 (selon Silent Era), 1er juillet 1917 (selon IMDB)
- Licence : domaine public

## Distribution
- John Francis Dillon
- Marie Manley
- Frank Bond
- Monty Banks
- Marianne De La Torre
- Claire Strickley